# Miles Messenger
Die Miles M.38 Messenger ist ein viersitziges Verbindungs- und Privatflugzeug des britischen Herstellers Miles Aircraft.

## Entwicklung und Konstruktion

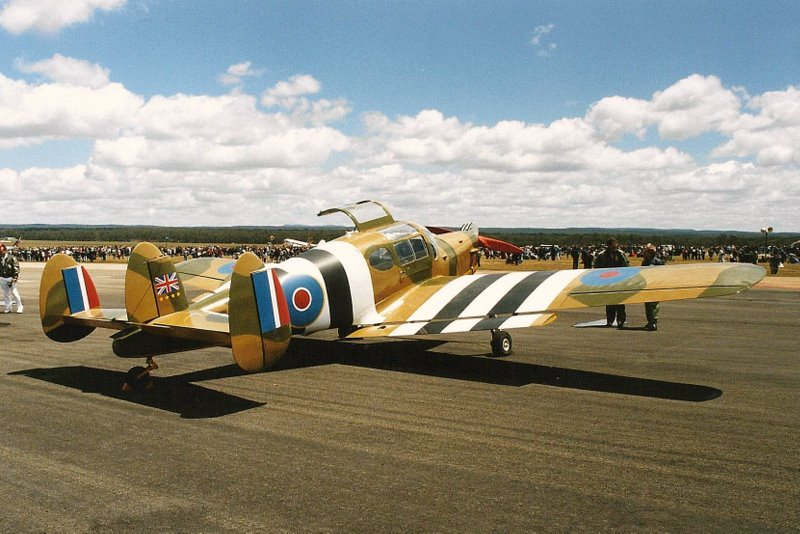
Messenger bei einer Luftfahrtshow in Australien, 1998

Die Messenger wurde nach den Anforderungen der British Army an ein widerstandsfähiges, langsam fliegendes und wartungsarmes Aufklärungs- und Verbindungsflugzeug entwickelt.
Sie ist ein freitragender Tiefdecker mit Spornradfahrwerk und wird von einem Reihenmotor de Havilland Gipsy Major 1D angetrieben.
Neben einziehbaren Hilfsklappen, die dem Flugzeug eine maximale Tragflächenbelastung von circa 12,5 lb/ft² (61 kg/m²) verleihen, verfügt die Messenger über ein Dreifachleitwerk, das auch bei einer extrem niedrigen Stallgeschwindigkeit von 25 mph (40 km/h) für ausreichende Manövrierfähigkeit sorgt.
Der Prototyp wurde auf Basis der M.28 Mercury entwickelt und absolvierte seinen Jungfernflug am 12. September 1942 – etwa drei Monate nach der Auftragsvergabe durch die British Army.
Bei einem informellen Testflug durch eine Aufklärungsstaffel wurde festgestellt, dass die Messenger erfolgreich alle Anforderungen der British Army erfüllte. Das Ministry of Aircraft Production, das an dem Testflug nicht beteiligt war, rügte George Miles jedoch dafür, keine Genehmigung zur Entwicklung des Flugzeugs vom Ministerium eingeholt zu haben. Daher wurden keine Messenger als Aufklärungsflugzeuge bestellt. Stattdessen setzten die Aufklärungseinheiten Muster anderer Hersteller beispielsweise von Auster Aircraft ein.
Während des Krieges experimentierte Miles weiter mit dem Prototyp und schlug vor, die Maschine unter der Bezeichnung M.38A als U-Boot-Jäger einzusetzen. Das Flugzeug sollte von schmalen, 60 ft (18 m) langen Decks auf kleinen Handelsschiffen aus operieren und mittels eines Fanghakens landen. Dazu fanden am Standort in Woodley Landeversuche auf eine Flugdeckattrappe statt, bei denen Passagiere das Gewicht von Wasserbomben simulierten. Offizielles Interesse an diesem Einsatzprofil zeigte sich jedoch nicht.
Nichtsdestotrotz bestellte die Royal Air Force Messenger-I-Flugzeuge in kleiner Stückzahl, die für den V.I.P.-Transport eingesetzt wurden. Verwendet wurden die Maschinen unter anderem vom Marshal of the Royal Air Force Arthur Tedder, 1. Baron Tedder und von Field Marshal Bernard Montgomery.

## Produktion und Logistik

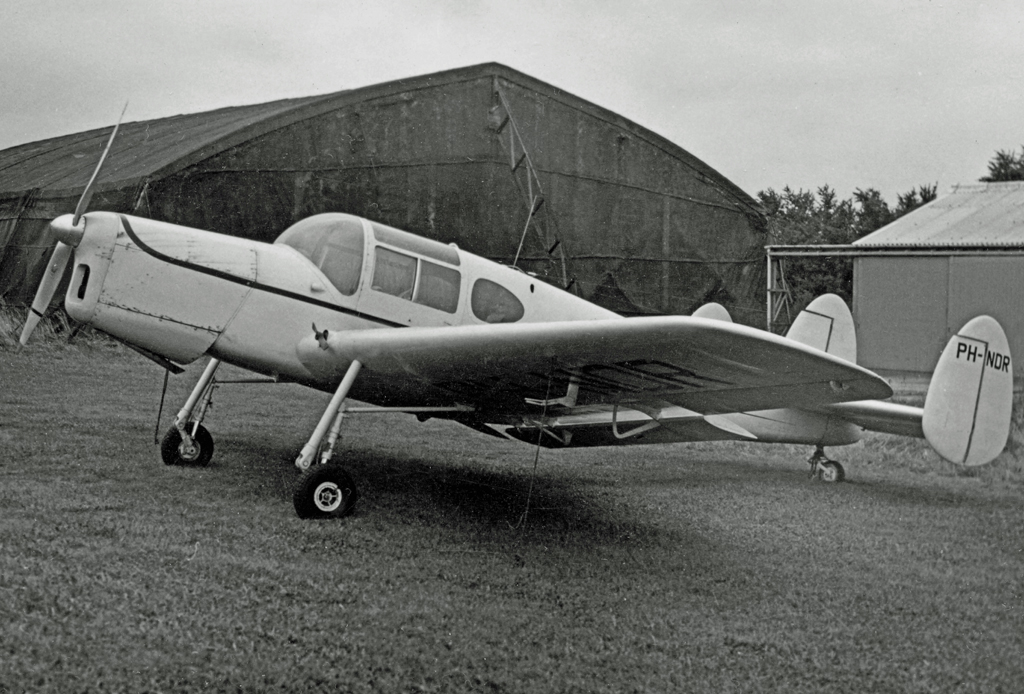
In den Niederlanden registrierte Messenger 2A auf dem White Waltham Airfield, 1954

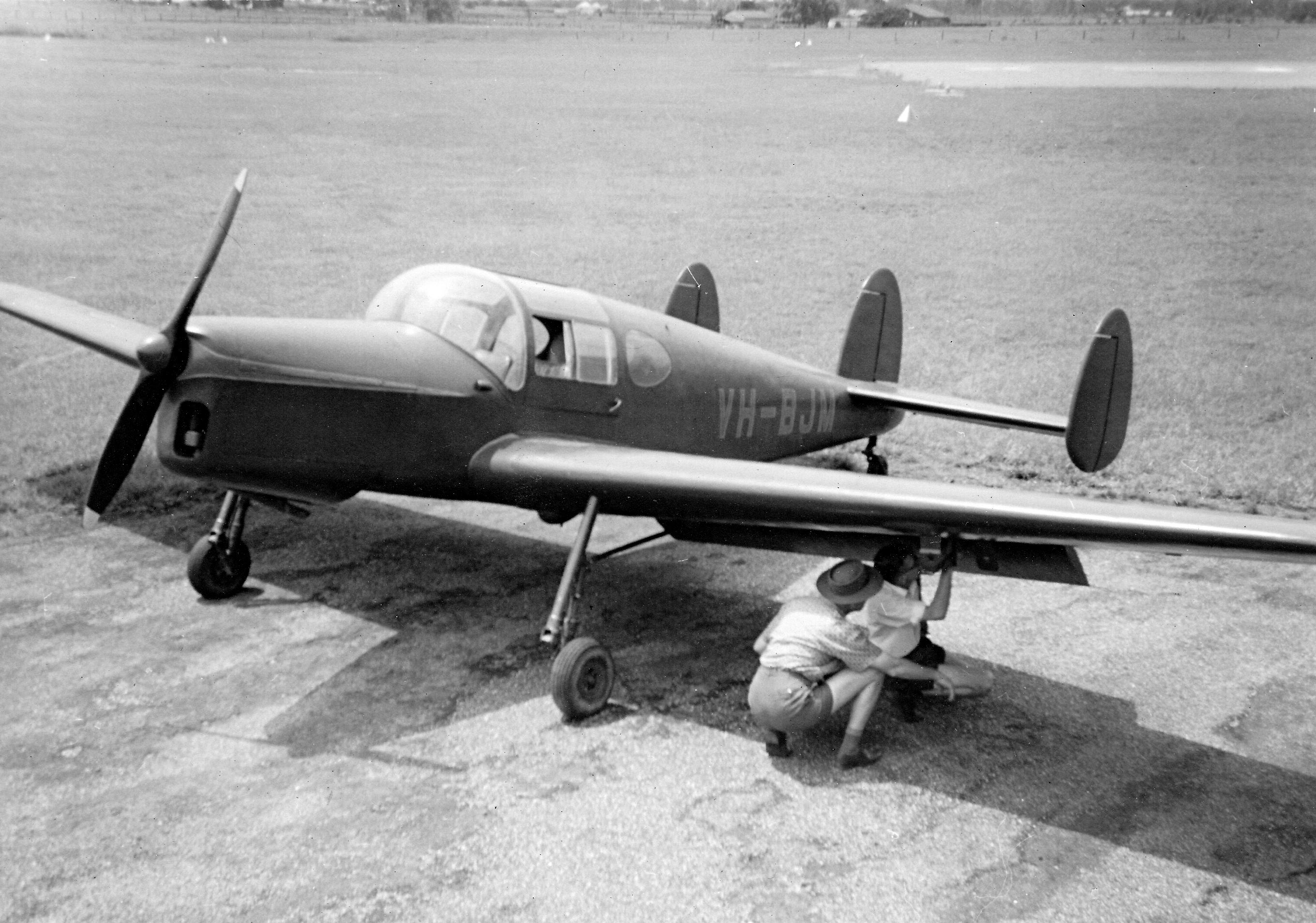
In Australien registrierte Messenger, circa 1963

Von den einundzwanzig während des Krieges gebauten Messenger 1 überstanden siebzehn die Kämpfe. Die meisten wurden nach ihrer Ausmusterung bei der Royal Air Force für die zivile Nutzung umgebaut und unter der Bezeichnung Messenger 4A als Privat- und Geschäftsflugzeuge genutzt.
Im Jahr 1994 wurde der Prototyp unter der Bezeichnung M.48 Messenger 3 mit vollständig einziehbaren, elektrisch gesteuerten Landeklappen und einem Blackburn Cirrus Major III mit 155 PS (114 kW) ausgerüstet. Diese Entwicklung wurde jedoch nicht weiter verfolgt, da sie keine Vorteile gegenüber den anderen Versionen bot.
Die Nachkriegsproduktion konzentrierte sich auf die Messenger 2A für den zivilen Markt. Die Maschinen wurden in Newtownards in Nordirland gebaut und dann für die Endfertigung nach Woodley geflogen. Nach 71 gefertigten Exemplaren wurde die Produktion im Jahr 1948 eingestellt. 1950 wurde noch eine letzte Maschine aus vorhandenen Teilen zusammengebaut.
Mehrere Exemplare wurden nach Australien, Argentinien, Belgien, Chile, Ägypten, Neuseeland, Südafrika, in den Iran und in die Schweiz verkauft.
Während der 1940er und frühen 1950er Jahre war das Muster ein beliebtes Reise- und Rennflugzeug. Harold Wood gewann in der Messenger mit dem Kennzeichen G-AKBO das King’s Cup Race mit einer durchschnittlichen Geschwindigkeit von 133 mph (214 km/h).
Im Jahr 2011 waren noch mehrere Messenger im Vereinigten Königreich und in Neuseeland bei privaten Eignern und Flugvereinen in Betrieb.

## Versionen
Messenger 1
Militärische Version für die Royal Air Force; angetrieben von einem de Havilland Gipsy Major ID; 23 Exemplare gebaut
Messenger 2A
Zivile Version; angetrieben von einem Blackburn Cirrus Major 3; 65 Exemplare gebaut
Messenger 2B
Dreisitzige Version der 2A; ein Exemplar gebaut
Messenger 2C
Messenger 2B, angetrieben von einem de Havilland Gipsy Major 1D; ein Exemplar gebaut
Messenger 3
Version der 2A mit Doppelsteuerung; ein Exemplar gebaut; später mit M.48 bezeichnet
Messenger 4
Messenger 2A, angetrieben von einem de Havilland Gipsy Major 10; drei Exemplare gebaut
Messenger 4A
Zivile Version angetrieben von einem de Havilland Gipsy Major 1D; ein Exemplar gebaut, 19 Exemplare der Messenger 1 umgebaut
Messenger 4B
Umbau einer Messenger 4A mit einem de Havilland Gipsy Major 10
Messenger 5
Umbau einer Messenger 1 mit einem Blackburn Cirrus Bombardier 702
M.38A Mariner
Ursprünglicher Prototyp der Messenger, ausgerüstet mit einem Fanghaken für Versuche auf einem Flugzeugträger
Handley Page HP.93
Version der Messenger, die von der Handley Page Aircraft Company für Flugtests verwendet wurde

## Betreiber
Vereinigtes Königreich
- Royal Air Force
- Air Kruise
- Boston Air Transport
- Patrick-Duval Aviation
- Tyne Taxis
- Ulster Aviation

## Technische Daten (Messenger 2A)
| Kenngröße             | Daten                                                                  |
| --------------------- | ---------------------------------------------------------------------- |
| Besatzung             | 1                                                                      |
| Passagiere            | 3                                                                      |
| Länge                 | 24 ft (7,32 m)                                                         |
| Spannweite            | 36,2 ft (11,03 m)                                                      |
| Höhe                  | 9,5 ft (2,9 m)                                                         |
| Flügelfläche          | 191 ft² (17,7 m²)                                                      |
| Flügelstreckung       | 6,8                                                                    |
| Leermasse             | 1.438 lb (652 kg)                                                      |
| max. Startmasse       | 2.400 lb (1.089 kg)                                                    |
| Reisegeschwindigkeit  | 124 mph (200 km/h)                                                     |
| Höchstgeschwindigkeit | 135 mph (217 km/h)                                                     |
| Dienstgipfelhöhe      | 16.000 ft (4.877 m)                                                    |
| Reichweite            | 460 mi (740 km)                                                        |
| Triebwerke            | 1 × Vierzylinderreihenmotor Blackburn Cirrus Major mit 155 PS (114 kW) |